# Impatiens leptopoda
Impatiens leptopoda är en balsaminväxtart som beskrevs av George Arnott Walker Arnott. Impatiens leptopoda ingår i släktet balsaminer, och familjen balsaminväxter. Inga underarter finns listade i Catalogue of Life.